# 더베드의 왕 푸일

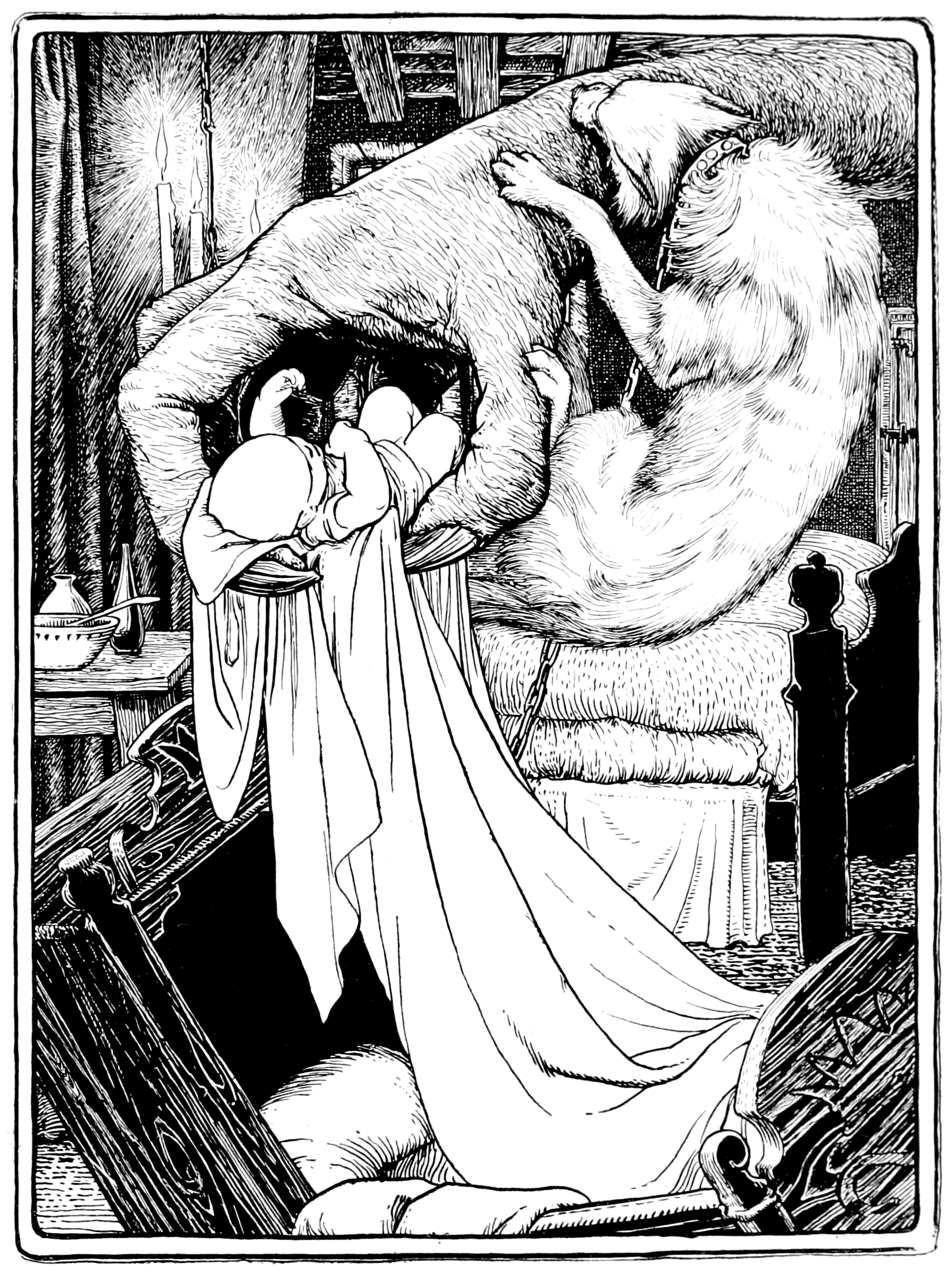
프러데리의 실종.

〈더베드의 왕 푸일〉(웨일스어: Pwyll Pendefig Dyfed 푸일 펜데비그 더베드[puiɫ pen'devig 'dəved])은 중세 웨일스어 문학 작품으로, 마비노기의 네 가지 중 제1가지다. 오늘날의 웨일스의 소왕국 더베드의 왕 푸일과 별세계 안눈의 왕 아라운의 인연, 푸일과 리아논의 결혼 및 그 슬하의 프러데리의 탄생과 실종 등을 다루고 있다.
윌리엄 존 그러피드는 이 이야기가 마포노스와 데아 마트로나 이야기를 중세적으로 변용한 것이라고 해석했다.

## 줄거리
쿠흐 계곡에서 사냥을 하던 더베드의 왕 푸일은 일행과 낙오되어 혼자 걷다가 사슴 시체를 뜯어먹는 한 무리의 개 떼에 발이 걸려 넘어진다. 푸일은 그 개들을 쫓아내고 자기 개들에게 사슴을 먹이고 있는데, 개주인 아라운이 나타난다. 아라운은 별세계 안눈의 왕이지만 왕위를 빼앗겨 있는 상태였는데, 자기 사냥감을 뺏아 먹었으니 그 대가로 1년 하고 하루 동안 서로의 모습을 바꾸자고 한다. 푸일은 그 요구에 따르고, 아라운으로 둔갑한 채 안눈의 궁정으로 돌아간다. 1년째 되던 날 푸일은 아라운을 몰아내고 왕이 된 하프간에게 싸움을 걸어 한 방에 치명상을 입힌다. 아라운의 모습으로 안눈의 왕위를 얻은 푸일은 아라운과 다시 만나 서로 원래의 모습으로 돌아간다. 이후 아라운은 안눈의 궁정으로, 푸일은 더베드의 궁정으로 돌아갔다. 푸일이 아라운으로 둔갑한 1년간 아라운의 아내를 건드리지 않았기 때문에 둘이는 그 뒤로 친구가 되었다. 이 때 안눈의 왕으로 행세했던 것에서 푸일은 "안눈의 머리"라는 뜻의 "푸일 펜 안눈"이라는 이명을 얻었다.
얼마 뒤, 푸일과 그 밑의 조신들이 아르베르스(오늘날 펨브룩셔 나버스의 봉분 위에 올라갔다가 황금 양단 옷을 입고 빛나는 백마를 탄 리아논을 보게 된다. 푸일은 자기 및의 기수들 중 가장 빠른 자에게 리아논을 쫓아가게 했다. 하지만 리아논의 백마는 느릿느릿 걷고 있는데도 항상 푸일의 부하의 말보다 앞섰다. 3일을 그렇게 쫓아간 끝에 푸일의 부하가 멈추라고 소리를 쳤다. 그랬더니 리아논은 그 자리에서 바로 멈추면서, 진작 불렀으면 섰을 것이라 말한다. 리아논은 자신은 그와울 압 클루드와 약혼한 사이인데, 그 결혼을 원하지 않는다고 하며 푸일이 결혼을 파토내준다면 1년 뒤 푸일과 결혼하겠다고 한다. 푸일은 결혼식 연회장에 쳐들어가서 하객으로 앉는다. 한 남자가 연회장에 들어와서 푸일에게 자기 청을 좀 들어주겠냐고 말한다. 푸일이 청의 내용도 묻지 않고 그러겠노라 하자 남자는 자신이 그와울임을 밝히고, 리아논과 결혼 연회를 자기 것으로 청한다고 하자 푸일은 속아넘어갔음을 알면서도 어쩔 수 없이 그것을 승낙했다. 꼴이 돌아가는 것이 생각한 대로 풀리지 않자 리아논은 이 연회의 주최자는 자신이며 그것은 이미 여러 하객들에게 약속된 바이기 때문에 푸일에게 그 권리를 주지 않을 것이라 말한다. 그리고 1년 뒤 자신과 그와울이 함께 준비한 연회가 다시 있을 것이라 이야기하고, 푸일은 자기 나라로 돌아간다. 1년 뒤 이번에는 푸일이 자기 정체를 숨기고 연회장에 찾아왔다. 푸일은 리아논에게 몰래 받은 마술 가방을 메고 있었다. 푸일이 그와울에게 1년 전과 같은 부탁을 하자, 푸일보다 꾀가 많은 그와울은 자신이 듣기에 사리가 맞는 청이라면 들어줄 것이라고 대답한다. 푸일은 자기 가방을 음식으로 채워달라고 하고, 그와울은 그러겠노라 한다. 하지만 가방에 마법이 걸려 있었기 때문에 아무리 음식을 채워도 다 차지 않았고, 더 이상 채울 것이 없자 그와울은 결국 자기 몸까지 가방 속에 넣을 수밖에 없게 되었다. 그와울이 가방에 들어가자 푸일은 가방 입구를 묶어매고 매달아 부하들을 불러 두들겨 팼다.
신하들의 간언에 따라 푸일과 리아논은 나라를 물려줄 후계자를 생산하기로 하고, 곧 아들이 태어난다. 그런데 아기가 태어난 당일 밤에 리아논의 여섯 시녀가 지켜보는 앞에서 실종된다. 왕의 분노를 받을 것을 두려워한 시녀들은 개의 피를 내어 잠든 리아논에게 바르고 리아논이 영아살해를 하고 자기 아들을 잡아먹었다고 주장한다. 리아논은 누명을 쓰고 죄를 받는 신세가 된다.
한편 아기는 푸일의 봉신이었다가 떨어져 나간 구엔트의 왕 테어르논 투러프 릴란트의 마구간에서 발견된다. 테어르논 부부는 아기를 자기 아들로 입양하고, 아기의 머리카락이 모두 황금처럼 노란 빛이었기에 구리 왈트 에우런(웨일스어: Gwri Wallt Euryn→금빛 머리칼의 구리)라는 이름을 붙여 준다. 구리는 사람 같지 않은 속도로 빠르게 자라고, 아이가 자랄수록 푸일과 닮은 것을 깨달은 테어르논은 구리의 정체를 알게 된다. 테어르논은 구리를 푸일 부부에게 돌려보내는 대신 구엔트에 대한 지배를 보장받는다. 친부모를 찾은 구리는 "염려"라는 뜻의 프러데리(웨일스어: Pryderi)라는 이름을 얻는다.
이야기는 푸일이 죽고 프러데리가 왕위를 계승하는 것으로 끝난다.

## 해석
켈트 신화에 공통적으로 등장하는 요소는 바로 이스시라고 불리는 요정이다. 이스시는 다양한 모습과 크기를 가질 수 있지만, 대개 사람과 비슷한 모습으로 나타난다. 아라운은 자신과 푸일의 모습을 서로 바꾸는 능력을 보여주며, 아라운의 나라 안눈은 요정나라 또는 별세계였다. 리아논 역시 요정 또는 그에 준하는 존재인 것으로 보인다. 푸일의 기병이 아무리 쫓아가도 느릿느릿 걷는 리아논의 말이 항상 앞서 있다는 것은 보통 사리에 맞지 않는 일이기 때문이다. 요정들은 때때로 인간과 성적 관계를 맺기도 한다. 이런 관계는 일시적일 수도 있지만 오래 지속될 수도 있으며, 리아논과 푸일의 부부관계 역시 오래 지속되는 쪽에 속한다. 리아논이 요정이라면, 그녀의 아들은 반요정일 것이며, 그것이 바로 프러데리가 보통 사람보다 훨씬 빠른 속도로 성장한 이유가 된다. 또 요정이 인간의 아이를 유괴해 간다는 것도 민담에서 흔한 화소인데, 이 경우 리아논과 푸일의 아들이 사라진 것이 그에 해당한다.
마법 또한 켈트 신화에서 중요한 역할을 차지한다. 더베드의 왕인 푸일은 다양한 마법을 부릴 줄 아는데, 둔갑은 그 중 하나일 뿐이다. 대개 둔갑능력자는 한 이야기에 한 명밖에 등장하지 않으며, 등장인물 중 가장 권력이 있는 사람이 그에 해당한다. 여기에 해당하는 "둔갑능력이 있는 권력자"는 마비노기 제1가지에서는 푸일(더베드의 왕)과 아라운(안눈의 왕), 마비노기 제4가지에서는 마스(귀네드의 왕)와 그위디온(마스의 조카)을 예시로 들 수 있다. 한편 푸일의 아내 리아논 역시 마법의 능력자다. 리아논은 다른 모든 말들보다, 심지어 남편 푸일의 말보다 빠른 말을 탄다. 또한 마법을 푸는 말을 외치지 않으면 절대 채울 수 없는 가방도 가지고 있다가 푸일과의 결혼 과정에 써먹는다.
켈트 신화에는 반복적으로 등장하는 상징물, 화소가 있는데, 절대 비워지지 않는 가마솥(화수분)이 그 중 하나다. 리아논의 절대 채워지지 않는 가방은 그 반대 사례라고 할 수 있다. 또한 정체불명의 땅으로 간 영웅이 불가능한 위업을 세우는 것 역시 그런 화소에 해당한다. 여기서는 푸일이 안눈에 가서 하프간을 물리치고, 그와울로부터 리아논을 빼앗은 것이 그 사례에 해당한다. 또 푸일이 하프간을 쳐죽이거나 그와울에게 재도전하기까지 1년을 기다려야 하는, 철따른 경합 역시 그런 켈트적 화소 중 하나다.